# Maximiliano Salas
Nahuel Maximiliano Salas (Curuzú Cuatiá, 1º dicembre 1997) è un calciatore argentino, attaccante del River Plate.

## Carriera
Cresciuto nelle giovanili dell'All Boys, ha esordito in prima squadra il 30 gennaio 2016 in occasione del match vinto 1-0 contro il Chacarita Juniors.

## Statistiche

### Presenze e reti nei club
Statistiche aggiornate al 27 luglio 2025.
| Stagione           | Squadra            | Campionato         | Campionato | Campionato | Coppe nazionali | Coppe nazionali | Coppe nazionali | Coppe continentali | Coppe continentali | Coppe continentali | Altre coppe | Altre coppe | Altre coppe | Totale | Totale | Totale |
| Stagione           | Squadra            | Comp               | Pres       | Reti       | Comp            | Pres            | Reti            | Comp               | Pres               | Reti               | Comp        | Pres        | Reti        | Pres   | Reti   |        |
| ------------------ | ------------------ | ------------------ | ---------- | ---------- | --------------- | --------------- | --------------- | ------------------ | ------------------ | ------------------ | ----------- | ----------- | ----------- | ------ | ------ | ------ |
| 2016               | All Boys           | PBN                | 18         | 1          | CA              | 0               | 0               | -                  | -                  | -                  | -           | -           | -           | 18     | 1      |        |
| 2016-2017          | All Boys           | PBN                | 33         | 7          | CA              | 1               | 1               | -                  | -                  | -                  | -           | -           | -           | 34     | 8      |        |
| 2017-2018          | All Boys           | PBN                | 23         | 4          | CA              | 0               | 0               | -                  | -                  | -                  | -           | -           | -           | 23     | 4      |        |
| Totale All Boys    | Totale All Boys    | Totale All Boys    | 74         | 12         |                 | 1               | 1               |                    | -                  | -                  |             | -           | -           | 75     | 13     |        |
| 2018               | O'Higgins          | PD                 | 15         | 4          | CC              | 0               | 0               | -                  | -                  | -                  | -           | -           | -           | 15     | 4      |        |
| 2019               | O'Higgins          | PD                 | 14         | 6          | CC              | 2               | 1               | -                  | -                  | -                  | -           | -           | -           | 16     | 7      |        |
| Totale O'Higgins   | Totale O'Higgins   | Totale O'Higgins   | 29         | 10         |                 | 2               | 1               |                    | -                  | -                  |             | -           | -           | 31     | 11     |        |
| 2019-2020          | Necaxa             | LMX                | 30         | 7          | CMX             | 2               | 0               | -                  | -                  | -                  | -           | -           | -           | 32     | 7      |        |
| 2020-2021          | Necaxa             | LMX                | 32         | 2          | -               | -               | -               | -                  | -                  | -                  | -           | -           | -           | 32     | 2      |        |
| 2021-2022          | Necaxa             | LMX                | 23         | 2          | -               | -               | -               | -                  | -                  | -                  | -           | -           | -           | 23     | 2      |        |
| Totale Necaxa      | Totale Necaxa      | Totale Necaxa      | 85         | 11         |                 | 2               | 0               |                    | -                  | -                  |             | -           | -           | 87     | 11     |        |
| lug.-dic. 2022     | Palestino          | PD                 | 12         | 7          | CC              | 2               | 0               | -                  | -                  | -                  | -           | -           | -           | 14     | 7      |        |
| 2023               | Palestino          | PD                 | 25         | 8          | CC              | 3               | 3               | CS                 | 5                  | 0                  | -           | -           | -           | 33     | 11     |        |
| Totale Palestino   | Totale Palestino   | Totale Palestino   | 37         | 15         |                 | 5               | 3               |                    | 5                  | 0                  |             | -           | -           | 47     | 18     |        |
| 2024               | Racing Club        | PD                 | 24         | 4          | CA+CdL          | 2+14            | 2+1             | CS                 | 11                 | 3                  | -           | -           | -           | 51     | 10     |        |
| gen.-lug. 2025     | Racing Club        | PD                 | 16+1       | 1+0        | CA              | 1               | 1               | CL                 | 5                  | 1                  | RS          | 2           | 0           | 25     | 3      |        |
| Totale Racing Club | Totale Racing Club | Totale Racing Club | 40+1       | 5+0        |                 | 17              | 4               |                    | 16                 | 4                  |             | 2           | 0           | 76     | 13     |        |
| lug.-dic. 2025     | River Plate        | PD                 | 3          | 1          | CA              | 0               | 0               | CL                 | 0                  | 0                  | -           | -           | -           | 3      | 1      |        |
| Totale carriera    | Totale carriera    | Totale carriera    | 269        | 54         |                 | 27              | 9               |                    | 21                 | 4                  |             | 2           | 0           | 319    | 67     |        |

## Palmarès

### Competizioni internazionali
- Coppa Sudamericana: 1

Racing Club: 2024
- Recopa Sudamericana: 1

Racing Club: 2025